# 순천미래과학고등학교
순천미래과학고등학교(順天未來科學高等學校)는 대한민국 전라남도 순천시 서면 동산리에 있는 공립 고등학교이다.

## 학교 연혁
- 1997년 8월 2일 : 순천전자고등학교 설립인가
- 1997년 11월 17일 : 98학년도 신입생 모집 (정보통신과, 환경기술과, 산업디자인과 총 272명)
- 1998년 3월 1일 : 초대 윤용현 교장 부임
- 1998년 3월 10일 : 순천전자고등학교 개교
- 2001년 2월 9일 : 제1회 졸업식(255명 졸업)
- 2007년 8월 21일 : 특성화고 지정 (광정보통신과, 바이오향장과)
- 2010년 6월 16일 : 특성화고 지정 (영상애니메이션과), 학교단위 특성화 완성
- 2021년 7월 26일 : 학과개편 승인(2023학년도 신입생) (바이오향장과 → 바이오메디컬과, 해킹보안과 → 소프트웨어통신과, 전자기기과 → IoT전기전자과)
- 2023년 3월 1일 : 순천미래과학고등학교 교명 변경
- 2024년 3월 1일 : 제12대 교장 이희건 부임
- 2025년 1월 10일 : 제25회 57명 졸업(총 4,177명)
- 2025년 3월 4일 : 2025학년도 1학년 99명 입학

## 설치 학과
- 바이오메디컬과
- 해킹보안과
- 바이오향장과
- IoT전기전자과
- 소프트웨어통신과
- 전자기기과

## 참고 자료
- 순천미래과학고등학교 - 한국교육학술정보원 학교알리미